# Ensemble Organum
L'Ensemble Organum è un gruppo musicale di musica antica specializzato nell'esecuzione di musica vocale e strumentale del medioevo.

## Storia
Il gruppo venne fondato nel 1982 da Marcel Pérès nell'Abbazia di Sénanque sita nei pressi di Gordes in Provenza.
Nel 2001, la sede del gruppo è stata trasferita nell'Abbazia di Moissac, nella regione dei Midi-Pyrénées, dove è stato creato un centro di studio sulla musica antica (Centre Itinérant de Recherche sur les Musiques Anciennes).
L'ensemble ha un organico flessibile, in funzione del repertorio da eseguire, che conta interpreti di diverse nazionalità e con diverse esperienze musicali.

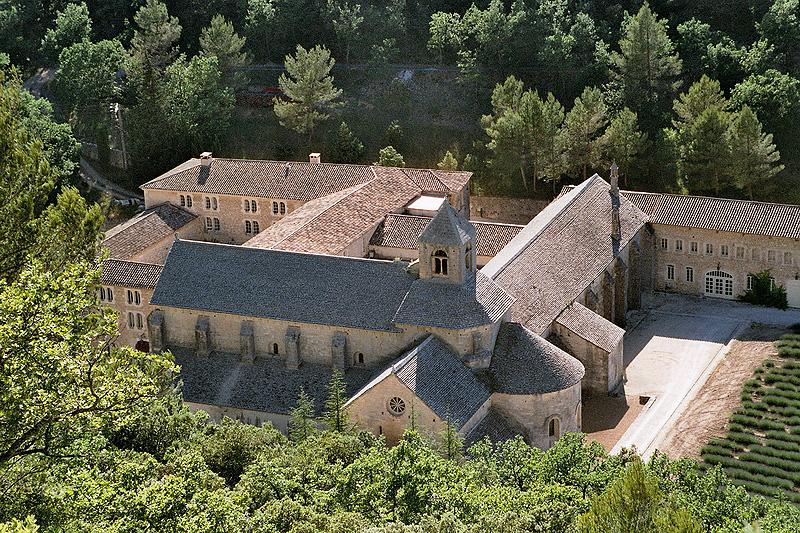
L'Abbazia di Senanque in Provenza.

L'ensemble è specializzato nell'esecuzione di musiche religiose risalenti ai primi tempi del Cristianesimo, prima del canto gregoriano, fino alla musica sacra del XVIII secolo. Comprende pertanto il canto romano antico, il canto ambrosiano e quello beneventano.
Una delle caratteristiche peculiari del gruppo è la ricostruzione della prassi di esecuzione canora del periodo, con speciale attenzione agli ornamenti e agli intervalli usati all'epoca. A questo proposito sono state effettuate approfondite ricerche sul modo di cantare in alcune regioni della Francia, in particolare nei siti monacali più defilati dove la tradizione si è mantenuta più viva. Da qui è scaturito un canto pieno di melismi, molto vicino alla tradizione della chiesa ortodossa.

## Componenti
Nel corso degli anni si sono succeduti nell'organico del gruppo i seguenti musicisti: Aline Filippi, Anne Duperray, Antoine Guerber, Antoine Sicot, Astrid maugard, Bruno Boterf, Christian Barrier, Cyrille Gerstenhaber, Dominique Vellard, Dominique Visse, Eric Guillermin, Florence Limon, François Barbalozi, François Fauché, François-Philippe Barbalosi, Frédéric Richard, Fréderic Tavernier, Gérard Lesne, Gianni de Genaro, Gilberte Casabianca, Gilles Schneider, Giovanangelo de Gennaro, Isabelle Héroux, Jean-Christophe Candau, Jean-Étienne Langianni, Jean-Loup Charvet, Jean-Paul Rigaud, Jean-Pierre Lanfranchi, Jérôme Casalonga, Josep Benet, Josep Cabré, Kinga Cserjési, Kristin Hoefener, Laurence Brisset, Luc Terrieux, Lycourgos Angelopoulos, Malcolm Bothwell, Marie-France Leclercq, Marie Garnodon, Michel Gauvain, Nanneke Schaap (viella), Nicole Casalonga, Pascale Poulard, Pasquale Mourey, Patrizia Bovi, Patrick Aubailly, Paul Willenbrock, Philippe Balloy, Philippe Cantor, Samuel Husser, Soeur Marie Keyrouz, Stephen Grant, Stephan van Dyck e Valérie Gabriel.

## Discografia
- 1983 - Polyphonie Aquitaine du XIIe siècle. Saint Martial de Limoges (Harmonia Mundi "Musique d'abord", HMA 1901134)
- 1984 - Messe du Jour de Noël. École Notre Dame (Harmonia Mundi, HMX 297 1148)
- 1985 - Chants de L'Église de Rome des VIIe et VIIIe Siècles. Periodo Bizantino (Harmonia Mundi "Musique d'abord", HMA 1951218)
- 1986 - Josquin Desprez, Missa Pange lingua, con l'Ensemble Clément Janequin (Harmonia Mundi, HMC 901239)
- 1986 - Codex Chantilly. Airs de Cour du XIVe siècle (Harmonia Mundi "Musique d'abord", HMA 1951252)
- 1986 - Corsica. Chants polyphoniques, con E Voce Di U Cumune (Harmonia Mundi, HMC 901256)
- 1987 - François Couperin, Messe à l'usage des Paroisses (1690), con Jean-Charles Ablitzer all'organo (Harmonic Records, H/CD 8613)
- 1988 - Chants de l'Église Milanaise (Harmonia Mundi "Musique d'abord", HMA 1951295)
- 1989 - Plain-chant Cathedrale d'Auxerre (Harmonia Mundi "musique d'abord", HMA 1901319)
- 1989 - Carmina Burana. Le Grand Mystère de la Passion (Harmonia Mundim HMC 901323/24, 2 CD)
- 1990 - Le jeu des pèlerins d'emmaüs. Drame liturgique du XII siècle (Harmonia Mundi, HMX 2901347)
- 1990 - Messe de Tournai (Harmonia Mundi "Musique d'abord", HMA 1951353)
- 1990 - Codex Faenza. Italie, XVe siècle (Harmonia Mundi "Musique d'abord", HMA 1901354)
- 1991 - Messe de Saint Marcel. Chants de L'Église de Rome (VIIe & XIIIe siècles) (Harmonia Mundi "Musique d'abord", HMA 1951382)
- 1991 - Giovanni Pierluigi da Palestrina, Missa Viri Galilaei, con La Chapelle Royale (Harmonia Mundi "Musique d'abord", HMA 1951388)
- 1992 - Chant Cistercien. Monodies du XIIe siècle (Harmonia Mundi, 2901392)
- 1993 - Le Graduel d'Aliénor de Bretagne. Plain-chant et polyphonie des XIIIe & XIVe siècles (Harmonia Mundi, HMD 901403)
- 1993 - Johannes Ockeghem, Requiem (Harmonia Mundi, HMD 941441)
- 1993 - Chants de la Cathédrale de Benevento. Semaine Sainte & Pâques (Harmonia Mundi, HMC 901476)
- 1994 - Chant Corse. Manuscrits franciscains des XVIIe-XVIIIe siècles (Harmonia Mundi, HMC 901495)
- 1994 - Plain-Chant Parisien. XVIIe & XVIIIe siècles, con Les Pages de la Chapelle (Harmonia Mundi 901480)
- 1994 - Chant Mozarabe Cathédrale de Tolède (XVe siècle) (Harmonia Mundi, HMC 901519)
- 1994 - École Notre Dame. Messe de la Nativité de la Vierge (Harmonia Mundi, 901538)
- 1995 - Laudario di Cortona. Un mystère du XIIIe siècle (Harmonia Mundi, HMC 901582)
- 1996 - Guillaume de Machaut, La Messe de Nostre Dame (Harmonia Mundi, HMC 90 1590)
- 1997 - Hildegard von Bingen, Laudes de Sainte Ursule (Harmonia Mundi, HMC 901626)
- 1998 - Chants de l'Église de Rome. Vêpres du jour de Pâques: VIe-XIIIe siècles (Harmonia Mundi "Musique d'abord", HMA 1951604)
- 2004 - Compostela ad Vesperas Sancti Iacobi. Codex Calixtinus XIIe siècle (Ambroisie, AMB 9966)
- 2005 - Ad vesperas Sancti Ludovici Regis Franciæ. Antiphonaire des Invalides, 1682 (Ambroisie, AMB 9982)
- 2006 - Le Chant des Templiers. Le Manuscrit du Saint Sépulcre (Ambroisie, AMB 9997)

### Raccolte
- 1995 - Marcel Pérès Portrait (Harmonia Mundi, SP 042)
- 1998 - Trois Maîtres du Moyen Age. From Chant to Polyphony (Harmonia Mundi, 290891) - Cofanetto di 3 CD:
  - Guillaume de Machaut, La Messe de Nostre Dame
  - Hildegard von Bingen, Laudes de Sainte Ursule
  - Johannes Ockeghem, Requiem.

### Raccolte con altri gruppi
- 1995 - Ancient Voices. Vox sacra, con Anonymous 4, Soeur Marie Keyrouz (Harmonia Mundi, HMX 290608)
- 1995 - Les Très Riches Heures du Moyen-Âge. A Medieval Journey, con Soeur Marie Keyrouz, Deller Consort, Clemencic Consort, Anonymous 4, Hilliard Ensemble, Newberry Consort e Paul O'Dette (Harmonia Mundi, HMX 290649/654, 6CD)
- 1996 - Musica humana, con Anonymous 4, Ensemble Discantus, Ensemble Gilles Binchois, Choeur byzantin de Grèce, Musica Nova, Crawford Young e John Fleagle, Gothic Voices, Hilliard Ensemble, Houria Aïchi, Yann-Fanch Kemener, Ozan Firat, Kalenda Maya e Françoise Atlan (L'Empreinte digitale, ED 13047)